# Alta moda

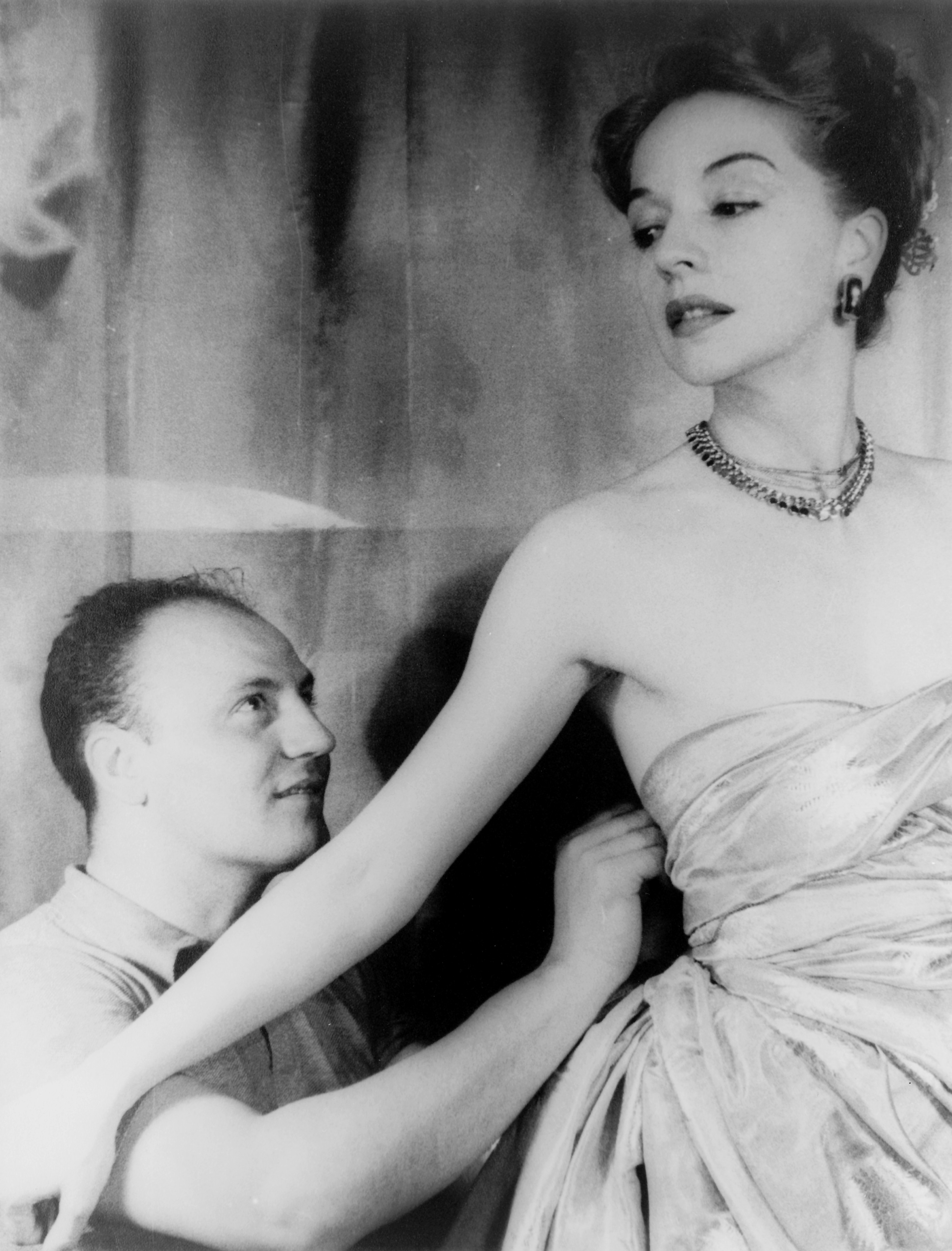
Pierre Balmain veste Ruth Ford con un abito di alta moda in una fotografia del 1947 di Carl Van Vechten.

L’alta moda o haute couture è il settore dell'abbigliamento nel quale operano i creatori di abiti di lusso.

## Storia
L’industria Couture nacque nel 1850 a Parigi dove i migliori stilisti organizzavano, per i loro clienti più esclusivi, delle piccole presentazioni nelle loro maison. Il primato di Parigi rimane per decenni indiscusso in Europa e nel mondo. Nel 1951 il marchese Giovanni Battista Giorgini, un brillante imprenditore, lancia l'alta moda italiana organizzando a Firenze, per la stampa, clienti dell'aristocrazia e acquirenti americani, le prime sfilate dei principali stilisti italiani come Emilio Schubert, Maria Antonelli, Giovanna Caracciolo, Vincenzo Ferdinandi, Simonetta Colonna di Cesarò, Alberto Fabiani, Mingolini-Gugenheim, Eleonora Garnett, Giovannelli-Sciarra, Jole Veneziani, Germana Marucelli e le sorelle Fontana. L'esordio dell'alta moda italiana avviene il 12 febbraio 1951 nella abitazione privata di Giorgini, ma già dall'anno successivo viene utilizzata la Sala Bianca di Palazzo Pitti a Firenze che sarà per anni la storica sede della moda italiana. In quella occasione Giorgini lanciò anche il diciottenne Roberto Capucci di cui nel 2019 Anna Fendi nel docu-film La moda proibita - Roberto Capucci e il futuro dell'alta moda di Ottavio Rosati dirà: Roberto Capucci è il Dio della moda. L'ha fatta lui, l'ha inventata lui l'alta moda italiana.

## Diffusione
Il settore ruota attorno a varie case di moda, alcune delle quali assai antiche, conosciute grazie a marchi ben pubblicizzati presso il grande pubblico. L'Alta Moda ha per oggetto creazioni lussuose e straordinarie e su misura destinate a una clientela di lusso. I principali esponenti dell'Haute Couture in Europa sono Christian Dior, Gianni Versace, Coco Chanel, Cristóbal Balenciaga, Yves Saint Laurent, Givenchy, Giorgio Armani, Valentino, Karl Lagerfeld, Guccio Gucci, Prada, Fendi, Dolce & Gabbana e Louis Vuitton che in modalità varie affiancano alle collezioni di Alta Moda una produzione di abiti confezionati in vendita in negozi di vari paesi. In ognuna di queste case lavorano grandi stilisti, disegnatori e addetti al marketing. Essi propongono le loro innovative creazioni per mezzo di sfilate di moda aperte alla stampa e ai compratori (buyers), con l'intento di anticipare le tendenze della moda. Alcune case d'alta moda sono proprietarie di marchi dedicati ai settori del prêt-à-porter e degli accessori.
Negli ultimi anni, l'alta moda ha assistito a un'evoluzione significativa nelle preferenze dei consumatori, con un crescente interesse verso l'estetica del "quiet luxury" o "lusso discreto". Questa tendenza privilegia capi di alta qualità, design minimalista e l'assenza di loghi appariscenti, riflettendo un desiderio di eleganza sopra e senza tempo. Marchi come The Row, Loro Piana e Brunello Cucinelli incarnano questa filosofia, offrendo prodotti che enfatizzano l'artigianalità e la raffinatezza senza ostentazione.
La diffusione del "quiet luxury" ha influenzato anche il comportamento dei consumatori, spingendo molti a cercare alternative di alta qualità a prezzi più accessibili. Brand come Uniqlo e Banana Republic hanno risposto a questa domanda collaborando con designer rinomati, come Clare Waight Keller, per offrire collezioni che combinano stile e qualità a un costo contenuto.
Parallelamente, l'alta moda continua a espandersi in nuove destinazioni di lusso, come Courchevel, dove marchi prestigiosi Louis Vuitton, Dior, Chanel hanno aperto boutique esclusive per attirrarre la clientela internazionale esigente. Queste iniziative riflettono una strategia mirata a consolidare la presenza dell'alta moda in località turistiche di alto profilo, offrendo esperienze di shopping uniche e personalizzate.
Inoltre, l'industria dell'alta moda sta vivendo un periodo di transizione, con cambiamenti significativi nella direzione creativa di alcune delle maison più influenti. Designer come Matthieu Blazy, Alessandro Michele e Jonathan Anderson stanno portando nuovi visioni artistiche, segnando una fase di rinnovamento che potrebbe ridefinire l'estetica dell'alta moda nei prossimi anni.

## Tessuti

### Seta
I tessuti sono le stoffe o i materiali utilizzati dagli stilisti per creare articoli di abbigliamento. La storia della seta ha inizio nella Cina neolitica durante l'era Yangshao (IV millennio a.C.), dove fu scoperto il "baco da seta". L'élite asiatica iniziò a utilizzare la seta nell'alta moda. Nel corso del tempo, il commercio della seta ha portato alla creazione della Via della Seta, che ha dato impulso all'economia cinese. Il valore della seta è determinato dalla forma del suo utilizzo, ad esempio come moneta. Il tessuto di seta è costituito da fibre prodotte dal baco da seta del gelso, che vive principalmente in Cina. Esistono diversi tipi di seta utilizzati dagli stilisti nell'industria tessile: dupioni, cinese, broccato, jacquard e raso. Questi diversi tipi di seta sono spesso utilizzati per cucire determinati stili di abbigliamento. Per esempio, la seta chiffon viene utilizzata per creare drappeggi perché è più sottile di altre sete e permette al tessuto di muoversi e scorrere più facilmente, facilitando il drappeggio.

### Lana
La lana è una fibra tessile derivata da animali come pecore, cammelli, dromedari, capre o altri mammiferi pelosi. La lana fu scoperta e utilizzata per la prima volta soprattutto per proteggersi dal freddo. Non tutti i tipi di lana sono accettabili o considerati "fini". Ad esempio, la lana fine si trova solo in quattro razze di pecore, mentre le altre quindici non sono considerate lana "fine". La tintura della lana è una procedura delicata perché la lana assorbe facilmente il colorante, quindi è importante fare attenzione a non rovinare la lana. Alcune lane pregiate sono l'alpaca, l'angora, il mohair, il cashmere, il pelo di cammello e la lana di vigogna; ognuna di queste lane differisce per consistenza e morbidezza.